# القرية المنسية
القرية المنسية أو ((forgotten village)), أول فيلم رعب سعودي عرض على قناة روتانا سينما في شهر أكتوبر لعام 2008. ويأتي هذا الفيلم بعد تجربتين سينمائيتين سعوديتين مع فيلم «ظلال الصمت» للمخرج السعودي عبد الله المحيسن، ومن بعده «كيف الحال» الذي أحدث ضجة اعلامية واسعة احاطته بها الشركة المنتجة «روتانا».
وما يميز العمل الجديد هو انه فيلم رعب تمت الاستعانة لتنفيذه بممثلين اجانب من فرنسا وكندا.
كتب قصة وسيناريو «القرية المنسية» السعودي طارق الدخيل، ويخرجه الفلسطيني عبد الله أبو طالب وهو صاحب خبرة طويلة في إخراج الأفلام الوثائقية.
ويشارك في بطولة الفيلم مجموعة من الشباب السعوديين الذين سبق لهم ان عملوا في مجال الإعلانات مثل علاء أمين.
وتدور أحداث الفيلم حول ضياع مجموعتين في الصحراء، الأولى من الشباب السعودي والأخرى من السياح الأجانب، ثم لقائهما عند «القرية المنسية» التي تسري فيها بعض المعتقدات، بما يقود إلى تشابك الأحداث وتصاعدها بطريقة مشوقة طوال ساعة واربعين دقيقة.وما يميزه انه من الأفلام التي استخدمت تقنيات هوليود في المؤثرات.

## روابط خارجية
- القرية المنسية على موقع IMDb (الإنجليزية)